# Rhacostoma atlanticum
Rhacostoma atlanticum is een hydroïdpoliep uit de familie Aequoreidae. De poliep komt uit het geslacht Rhacostoma. Rhacostoma atlanticum werd in 1850 voor het eerst wetenschappelijk beschreven door L. Agassiz. 